# Чепурных, Елена Евгеньевна
Елена Евгеньевна Чепурных (род. 30 мая 1955, Орджоникидзе) — советский и российский политический деятель, депутат Государственной Думы ФС РФ первого созыва (1993—1995).

## Биография
Окончила Астраханский государственный педагогический институт по специальности «учитель истории и обществоведения» в 1976 г., Высшую комсомольскую школу при ЦК ВЛКСМ в 1980 г.
1976—1978 — инструктор, заведующая сектором Ставропольского краевого комитета ВЛКСМ;
1980 — инструктор Крымского обкома Ленинского коммунистического союза молодежи Украины (ЛКСМУ), г. Симферополь;
1980—1981 — первый секретарь Кировского райкома ЛКСМУ (пос. Кировское Крымской области);
1981—1985 — заведующая отделом, секретарь Крымского обкома ЛКСМУ;
1985—1991 — заведующая сектором, первый заместитель председателя, исполняющий обязаноости председателя Центрального совета Всесоюзной пионерской организации им. В.И.Ленина;
1990—1993 — председатель Центрального совета Союза пионерских организаций СССР, затем — Федерации детских организаций (г. Москва).

### Депутат государственной думы
1993—1995 — депутат Государственной Думы Федерального Собрания РФ первого созыва, являлась председателем комитета по делам детей и молодёжи; Член фракции "Женщины России".
1996 — советник заместителя Председателя Правительства РФ В. Г. Кинелёва;
1996—1999 — статс-секретарь — заместитель министра общего и профессионального образования РФ;
1999—2004 — статс-секретарь — заместитель министра образования РФ, в июне 2004 г. была освобождена от этой должности в связи с упразднением Министерства образования
С 2017 года заместитель главного редактора МИА «Россия сегодня»